# Zwetschgenwasser

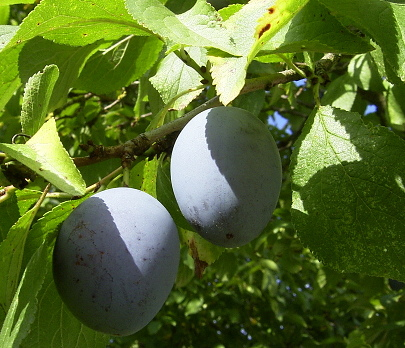
Reife Zwetschgen am Baum.

Zwetschgenwasser, auch Zwetschgenbrand oder Zwetschgenschnaps genannt, ist ein Obstbrand, der durch Destillation vergorener Zwetschgen gewonnen wird.
Die Produktion von Zwetschgenwasser ist in Deutschland vor allem im Allgäu und in Baden-Württemberg zu Hause. Entsprechende Brände werden auch in Österreich, der Schweiz, in Südtirol und in Elsass-Lothringen produziert. Die Produktion von Zwetschgenwasser dient dem Erhalt von Streuobstwiesen, da damit Überproduktion, Fallobst und anderes sonst nicht vermarktungsfähiges Obst sinnvoll genutzt werden kann. Brände aus Wildzwetschgen sind regionale Spezialitäten. Hier werden dann üblicherweise Früchte wie Schlehe oder Zibarte verarbeitet. Zwetschgenbrand wird bei Zimmertemperatur oder leicht gekühlt als Digestif nach dem Essen serviert.

## Herstellung

### Einmaischung
Zur Herstellung der Maische werden Zwetschgen in Fässer eingeschlagen und unter Luftabschluss vergoren. Für die Qualität ist in erster Linie das verwendete Obst, aber auch die Sorgfalt beim Einmaischen und Brennen verantwortlich. Bevorzugt werden vollreife, aber keine fauligen oder schimmeligen Früchte. Die Gärung erfolgt spontan durch Wildhefen, die auf Obst natürlicherweise vorhanden sind, oder durch Zugabe von Reinzuchthefe. Der im Obst enthaltene Zucker wird dabei in Kohlendioxid und Alkohol umgewandelt. Die Maische verbleibt mehrere Wochen bis Monate in den Fässern, bevor die Destillation erfolgt. Die Zugabe von Zucker und Aromastoffen zur Maische, aber auch zum Endprodukt sind gesetzlich verboten. Der Brenner muss bei der Abfindungsbrennerei vor dem Brennen die Art und Menge der Maische beim Zoll anmelden und die entsprechende Alkoholsteuer entrichten. Die Entfernung der Steine erhöht die Ausbeute und vermindert zugleich den Anteil an Cyanid im Endprodukt, andererseits geben die, in den Steinen befindlichen Samen, aber auch Geschmacksstoffe ab. Bei industrieller Produktion werden Blausäureabscheider („Cyanurex“) eingesetzt, um den Cyanidgehalt zu senken.

### Destillation
Da Zwetschgenwasser relativ leicht herzustellen ist, wird es auch häufig in kleinen Hausbrennereien hergestellt. Zwetschgenbrand wird wie die meisten Obstbrände üblicherweise zweimal destilliert. Im ersten Durchgang gewinnt man durch relativ zügige Destillation der Maische als Vorprodukt den Rohbrand, der einen Alkoholgehalt von ca. 20 % Vol. oder mehr erreicht. Der Rohbrand kommt ein weiteres Mal in die gereinigte Brennblase. Beim Feinbrand, dem zweiten Durchgang, wird viel sorgfältiger und langsamer gearbeitet und der Vorlauf und Nachlauf abgetrennt. Der entstehende Feinbrand kann 70 – 80 % Vol. oder mehr erreichen. Ziel der Destillation ist bei hochwertigen Produkten nicht ein möglichst reiner Alkohol, sondern ein Produkt, das die spezifischen Fruchtaromen zur Geltung bringt und zugleich von unerwünschten Begleitstoffen befreit ist.
Alternativ zur zweifachen Destillation geht auch die einfache Destillation in Kombination mit einer Destillierkolonne. Dieses Verfahren wird in der industriellen Produktion bevorzugt, da es auch kontinuierlich betrieben werden kann, es wird aber auch in Kleinbrennereien eingesetzt.

### Lagerung
Der fertige wasserklare und farblose Feinbrand wird anschließend gut verschlossen in Glasballons, Korbflaschen, Steingutkrügen oder in Tanks gereift. Die anfängliche Schärfe des Zwetschgenbrands wird durch Lagerung langsam abgebaut. Je nach Qualität lagert ein Zwetschgenwasser unter Umständen viele Jahre. Eine gesetzliche Regelung zur Lagerdauer besteht nicht, sie bleibt in der Verantwortung der Brennerei. Bei der Auftragsbrennerei übernimmt der Auftraggeber selbst die Lagerung. In letzter Zeit kommen auch Obstbrände in den Verkehr, die in Holzfässern gelagert wurden. Der fertige Brand wird vor oder nach der Lagerung mit möglichst kalkfreiem Wasser auf Trinkstärke verdünnt und ein letztes Mal filtriert, bevor er in den Verkehr kommt. Üblicherweise hat das fertige Zwetschgenwasser einen Alkoholgehalt von 40 bis 45 Volumenprozent.

## Ähnliche Getränke
- Slivovic
- Țuică (Rumänien)